# Cispius affinis
Espèce
Cispius affinis est une espèce d'araignées aranéomorphes de la famille des Pisauridae.

## Distribution
Cette espèce se rencontre en Afrique de l'Est.

## Description
La femelle holotype mesure 6,5 mm.

## Publication originale
- Lessert, 1916 : Araignées du Kilimandjaro et du Merou (suite). 2. Pisauridae. Revue Suisse de Zoologie, vol. 24, p. 565-620 (texte intégral).